# Titus Tatius

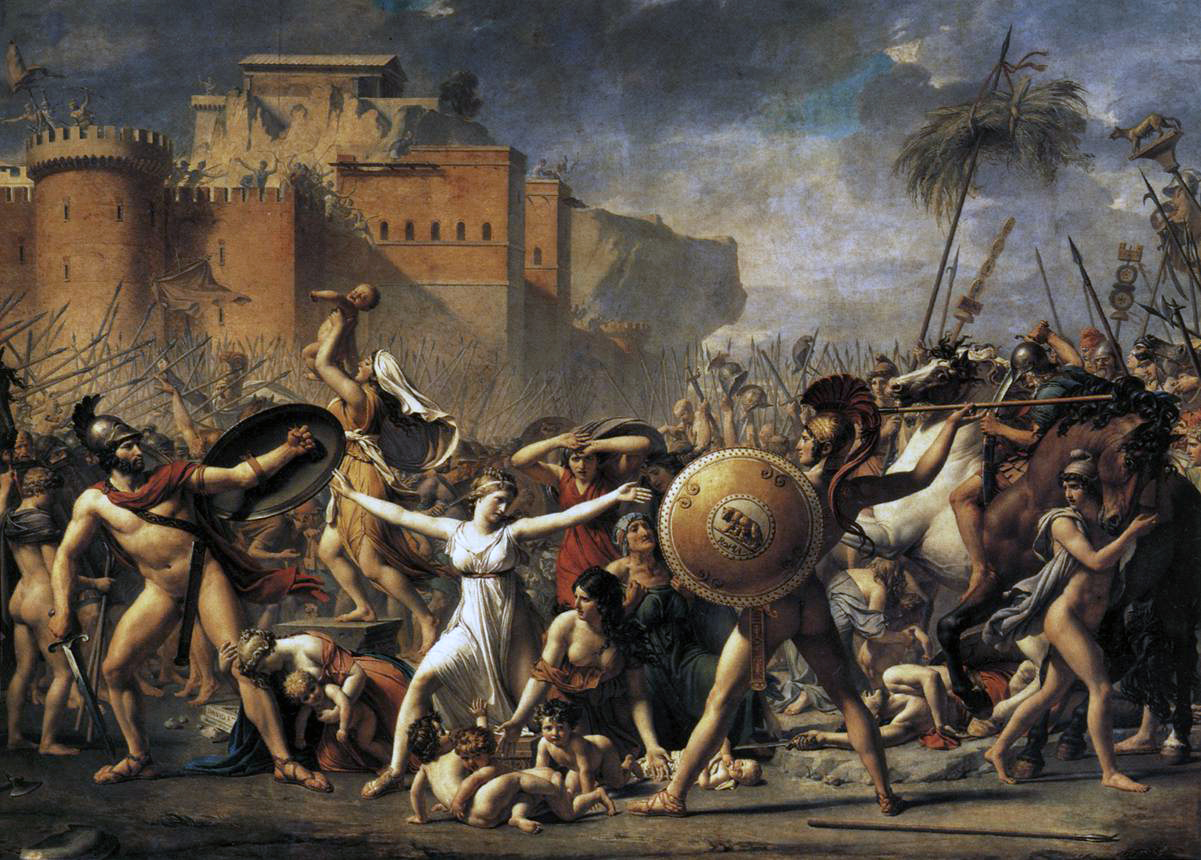
Op De tussenkomst van de Sabijnse Vrouwen, door Jacques-Louis David, staat Titus Tatius links onderaan afgebeeld.

Titus Tatius was, in de oud-Romeinse traditie, de koning van de Sabijnse nederzetting op de Quirinalis-heuvel, met wie Romulus tot een akkoord kwam na het gewapend conflict omtrent de ontvoering van Sabijnse meisjes door Romulus' volgelingen. Beide leiders besloten sindsdien samen te regeren. 
Na de moord op Titus Tatius bij Lavinium stelde Romulus, nog steeds volgens dezelfde overlevering, het college der Sodales Titii in, met de bedoeling diens herdenkingscultus te verzorgen.
De veronderstellingen dat Titus Tatius zijn naam zou gegeven hebben aan de oud-Romeinse tribus van de Tities, en dat zijn co-regentschap met Romulus door de Romeinse geschiedschrijving zou uitgevonden zijn als historisch precedent voor collegialiteitsprincipe in de Romeinse republikeinse magistratuur kunnen niet voldoende worden bewezen. 

## Trivia
Een bekend citaat waarin de naam van Titus Tatius voorkomt is het (beruchte) alliterende vers van Quintus Ennius:
- "O Tite tute Tati, tibi tanta, tyranne, tulisti!"
"O Titus Tatius, te veel, tiran, heeft uw trots willen tarten..."

## Bron
Piero Treves, art. Tatius in Oxford Classical Dictionary